# Friesenhagen
Friesenhagen es un municipio situado en el distrito de Altenkirchen, en el estado federado de Renania-Palatinado (Alemania). Tiene una población estimada, a mediados de 2023, de 1622 habitantes.